# Bobrówka (rejon dzierżyński)
Bobrówka (biał. Бобраўка, Bobrauka; ros. Бобровка, Bobrowka) – wieś na Białorusi, w obwodzie mińskim, w rejonie dzierżyńskim, w sielsowiecie Dzierżyńsk.

## Historia
W XIX i w początkach XX w. zaścianek położony w Rosji, w guberni mińskiej, w powiecie mińskim, w gminie Kojdanów. W 1900 zamieszkiwała tu szlachta zaściankowa o nazwiskach: Mazurkiewicz, Miłaszewski, Narejko, Szabłowski i Jurewicz.
Po I wojnie światowej pod administracją polską, w Zarządzie Cywilnym Ziem Wschodnich, w okręgu mińskim, w powiecie mińskim, w gminie Kojdanów.
W wyniku postanowień traktatu ryskiego znalazła się w granicach Związku Sowieckiego. W latach 1932–1937 w Polskim Rejonie Narodowym im. Feliksa Dzierżyńskiego. Od 1991 w niepodległej Białorusi.